# Baltasar Rodríguez
Baltasar Luis Gallego Rodríguez (Monte Hermoso, 9 de julho de 2003) é um futebolista argentino que atua como meio-campista. Atualmente, joga pelo Inter Miami, emprestado pelo Racing Club.

## Carreira

### Racing Club
Natural de Monte Hermoso, na Província de Buenos Aires, Rodríguez ingressou nas categorias de base do Racing Club de Avellaneda em 2019, vindo de um clube local. Seu empresário é o ex-jogador Robert Pirès, campeão da Copa do Mundo FIFA de 1998 pela França.
Em agosto de 2022, assinou seu primeiro contrato profissional até 2026, com cláusula de rescisão de 20 milhões de euros. Estreou profissionalmente em 8 de maio de 2023, na derrota por 4–2 contra o Talleres, entrando no segundo tempo no lugar de Gabriel Hauche.
Seu primeiro jogo continental ocorreu em 8 de junho de 2023, na derrota por 2–1 contra o Flamengo pela Copa Libertadores, no Estádio do Maracanã. Em 19 de agosto, marcou seu primeiro gol pelo Racing no empate por 1–1 contra o Unión de Santa Fe.
Em 20 de agosto de 2024, marcou seu primeiro gol internacional na vitória por 6–1 sobre o Huachipato pela Copa Sul-Americana, ajudando o Racing a avançar às quartas de final. O clube conquistou a competição ao vencer o Cruzeiro por 3–1 na final em Assunção, embora Rodríguez tenha ficado no banco de reservas.
No início de 2025, também fez parte da conquista da Recopa Sul-Americana de 2025, contra o Botafogo.

### Inter Miami
Pouco depois, foi emprestado ao Inter Miami CF, da Major League Soccer, a pedido do técnico Javier Mascherano.
Estreou pelo clube em 14 de maio de 2025, entrando no intervalo da partida contra o San Jose Earthquakes e dando assistência para o gol de Tadeo Allende no empate em 3–3.

### Seleção Nacional
Rodríguez integrou a Seleção Argentina de Futebol Sub-23 no Torneio Pré-Olímpico Sul-Americano de 2024, disputando cinco partidas e marcando um gol no empate por 3–3 contra o Uruguai.

## Títulos
Racing Club
- Copa Sul-Americana: 2024[13]
- Recopa Sul-Americana: 2025[14]